# Impingementsyndroom

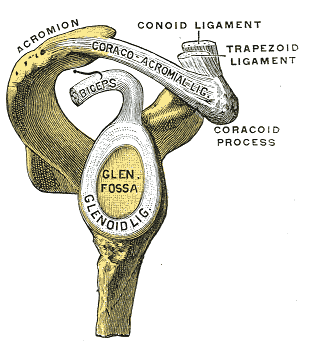
Het schouderdak bestaat uit het acromion, de processus coracoides en het daartussen gespannen ligamentum coracoacromiacum. Bij impingement raken de slijmbeurs en de supraspinatuspees bekneld onder het schouderdak.

Het impingementsyndroom van de schouder is een toestand waarbij de ruimte onder het schouderdak (de zogeheten subacromiale ruimte) te klein is voor structuren die hier gelegen zijn. Dit schouderdak bestaat uit twee benige uitsteeksels van het schouderblad; het acromion en de processus coracoideus. Tussen beide is het ligamentum coracoacromiacum gespannen. Zowel de slijmbeurs (bursa subacromiodeltoidea) als de pees van de musculus supraspinatus kunnen bekneld raken tussen de kop van het opperarmbeen (lat: caput humeri) en de onderzijde van het schouderblad (lat: scapula). Door deze beknelling kunnen de slijmbeurs en de pees geïrriteerd raken en ontsteken wat resulteert in respectievelijk bursitis en tendinitis. Ook de continue wrijving van deze structuren zoals veroorzaakt bij bepaalde sporten en werkzaamheden kan het impingementsyndroom tot resultaat hebben. Dit beschreven mechanisme  van inklemming staat echter onder druk. Vermoedelijk zijn de klachten van de patiënt niet het gevolg van een te kleine subacromiale ruimte, maar eerder toe te schrijven aan een onevenwicht in belasting en belastbaarheid van de spieren van de rotatorenmanchet.

## Indeling
- Interne impingement: In het glenohumerale gewricht (schouder)
- Externe impingement: In de subacromiale ruimte (pees van de spieren van de rotatorenmanchet  en het slijmbeurs in subacromiale ruimte). Externe impingement kan onderverdeeld worden in primair en secundair. Primair is continu aanwezigheid van inklemming door bijvoorbeeld gezwollen pees, verdikt slijmbeurs of vervorming in het acromion. Secundair, ook wel "functionele" inklemming, waarbij de oorzaak zich niet in de subacromiale ruimte bevindt, maar daar wel effect heeft.